# Conseiller de la mise en état
Pour les articles homonymes, voir CME.
En droit français, le conseiller de la mise en état (CME) est un magistrat de la cour d'appel chargé de veiller au bon déroulement du procès civil lorsque la procédure est « écrite ». Il ne s'agit pas d'une fonction spécifique ; chaque magistrat qui aura à juger les affaires de sa chambre est le juge de la mise en état de ses dossiers.
Son rôle est défini par les articles 913 et suivants du code de procédure civile.
Au tribunal judiciaire, l'équivalent du conseiller de la mise en état est le juge de la mise en état.